# Електрически ток
Ток пренасочва насам.  За други значения вижте Ток (пояснение).
Електрическият ток, най-често наричан просто ток, е физическо явление, представляващо насоченото движение на електрически заряди, например под въздействието на електрическо поле. В проводници електрическите заряди са електрони, в електролити – йони (катиони и аниони), а в плазма – и двата вида. В полупроводниците носителите са електрони и дупки.
Някои естествени случаи на протичане на електрически ток са мълниите, слънчевият вятър и полярните сияния.
Електрическият ток намира широко приложение както в бита, така и в промишлеността.

## Токоносители в различни материали
Електрическите заряди могат да се нарекат още токоносители.
Електрическите заряди могат да бъдат електрони – най-често в металите и полупроводниците, йони в електролитите и газовете, както и електрони и дупки в някои полупроводници. Токоносителите в металите са електрони, намиращи се в зоната на проводимостта (енергийно състояние на електрона, намиращо се непосредствено над валентната зона при металите).
Токоносителите в електролитите са йони. Например молекулите на солите и киселините във воден разтвор се разлагат на положителни и отрицателни йони (дисоциация). Токоносители в плазмата са както електрони, така и положителни и отрицателни йони.
Токоносителите в полупроводниците са електрони при т.нар. собствен полупроводник (без примеси). В полупроводниците в които е въведен примес от донорен или акцепторен тип, се дефинират основни и неосновни токоносители, като в полупроводник с донорен примес основните токоносители са електроните, а при акцепторен примес – дупките. Погледнато реалистично, токоносители дупки не съществуват в природата. Те са въведени като понятие, за да улеснят теорията на полупроводниците и съответстват на липсата на електрони в кристалната решетка на полупроводника, което се получава при добавяне на определен примес.

## Големина и плътност на тока
Физичната величина, характеризираща протичането на електрическия ток, се нарича големината на тока. Големината на тока се бележи с I и е равна на заряда, преминал за единица време през напречното сечение на проводника:
{\displaystyle I={dQ \over dt}}
В международна система единици SI големината на тока или само токът се измерва в ампери и носи името на френския физик Андре-Мари Ампер. Токът е един ампер тогава, когато за една секунда през напречното сечение на проводника преминава заряд един кулон. Понякога разговорно вместо „големина на тока“ се използва изразът „сила на тока“ или „ампераж“, аналогично на израза „волтаж“ за електрическо напрежение.
По закона на Ом големината на тока {\displaystyle I} е пропорционална на приложеното електрическо напрежение {\displaystyle U} и обратно пропорционална на съпротивлението на проводника {\displaystyle R}:
{\displaystyle I={\frac {U}{R}}}
Мощността на електрическия ток се дава с формулата:
{\displaystyle P=IU=I^{2}R={\frac {U^{2}}{R}}}
Плътността на тока е векторна величина, която се дава със следната формула:
{\displaystyle {\vec {j}}=\sigma {\vec {E}}},
където {\displaystyle {\vec {j}}} е плътността на тока, {\displaystyle {\vec {E}}} – електрическото поле и {\displaystyle \ \sigma } – електрическа проводимост на средата. В SI плътността на това се измерва в ампери на квадратен метър (A/m²).

## Измерване на електрическия ток
Големината на електрическия ток може да се измери пряко и непряко (косвено):
- Пряко чрез включване на галванометър (или амперметър), като при този метод се изисква разсъединяване на веригата, което понякога е нежелателно поради промяна на параметрите и поради технологични трудности.
- Косвено (без разкъсване на веригата) с помощта на детектиране (откриване) на създаденото от него магнитно поле. Устройствата, които работят по косвен метод, използват сензори (датчици) с ефект на Хол, токови трансформатори, ампер-клещи, оптикоелектронни прибори и бобини на Роговски.

## Посока на електрическия ток
Насоченото движение на положително заредени частици дава същия резултат за електрическия ток, както насоченото движение на отрицателно заредени частици, но в обратната посока. Тъй като електрическият ток може да се създава както от положително, така и от отрицателно заредени частици (или и от двете) е удобно да се избере такава посока, която да е независима от типа заряд.
Исторически за посока на тока условно е избрана посоката на движение на положително заредените частици. В металите например, където всички токоносители са отрицателно заредени, посоката на електрическия ток е обратна на посоката на движението на електрическите заряди.
Когато се анализират електрически вериги, като правило посоката на тока е неизвестна. Обикновено се избира така, че всички електрически токове да текат към земята или в еднаква посока за всеки контур.

## Скорост на електрическия ток
Това е трудна дефиниция, тъй като скоростта на движение на токоносителите не е равна на скоростта на разпространение на електрическото поле.
Скоростта на електрическия ток се определя от вида на материала, в който протича, и от т.нар. средна дрейфова скорост на електрона, която зависи линейно от интензитета на електрическото поле. Нормално в проводник, в който не тече ток, електроните да се движат хаотично поради топлинната енергия на околната среда. С увеличаване на интензитета на електрическото поле расте и дрейфовата скорост, като тя може да стане сравнима с топлинното движение. Това също води и до образуването на нови свободни токоносители.
Дрейфовата скорост на токоносителите не е равна на тази на светлината, въпреки че електрическата енергия, която на практика е вид електромагнитна вълна, се пренася между токоносителите с 300 000 km/s.

## Видове ток
- Постоянен ток (наричан често в практиката „прав ток“): това е електрически ток, който не изменя посоката си във времето. Източници на постоянен ток са батерии, слънчеви клетки, динамо и други генератори на постоянен ток. Постоянен ток протича по кабели (метални проводници), но също така и по полупроводници и дори във вакуум. Постоянният ток се използва за зареждане на батерии и при много електронни системи за зареждането им. Много големи количества постоянен ток се използват и при производство на алуминий и други електрохимични процеси.
- Променлив ток: това е електрически ток, който изменя периодично във времето своята посока. Честотата на промяна на посоката на тока се измерва в херцове (Hz). В практиката променливият ток бива еднофазен и трифазен. Еднофазният се използва в битовата електрическа мрежа. За безопасност единият извод на източника винаги се заземява и изпълнява ролята на защитен проводник. Трифазният ток намира голямо приложение в промишлеността, тъй като е удобен за захранване на електрически асинхронни двигатели. Променливият ток се произвежда главно чрез електрически машини(синхронни генератори), които превръщат механичната енергия на въртене в електрическа енергия, използвайки принципа на индукция. При ВЕИ се използват инвертори. Както променливият ток, така и постоянният, могат да служат като носители на информация.

## Електрически ток в природата
- Атмосферни електрически разряди под формата на мълнии по време на буря. С електрическия ток са свързани такива природни явления като северното сияние и по-рядко срещаното явление „Огън на свети Елм“
- Геомагнитни индуцирани електрически токове в земята след геомагнитни бури при изригвания на слънцето (до няколкостотин ампера в токоразпределителните мрежи).
- Биоелектричество, което е част от защитата на някои риби като електрическите скатове и електрически змиорки с ток от 1 до 50 A
- Биоелектрохимичните процеси свързани с предаването на сигналите при нервните и мускулните влакна, които са от порядъка на pA до nA (отчитани например при Електроенцефалография)

## Въздействие на тока
При протичането на електрически ток се наблюдават различни резултати в зависимост от средата. То се съпътства от редица ефекти, които могат да бъдат вредни или полезни, например:
- Топлинно действие на тока – когато дадена електрическа верига е затворена, по нея протича ток и проводниците се нагряват, това говори за превръщането на електричната в топлинна енергия. Това е известно като ефект на Джаул – Ленц. Топлинното действие на електрическия ток се използва в домакински уреди като фурната, котлона или бойлера. Всички електроуреди имат нагреватели (проводници от специален метал със сравнително голяма площ), които отделят тази топлина, а съединителните проводници почти не се нагряват.
- Светлинно действие на тока – то се използва в електрическите крушки и други осветителни тела. Електрическият ток нагрява жичката на лампата до температура, при която тя започва да излъчва във видимия диапазон. Само малка част от енергията се превръща в светлина, останалата се превръща в топлина. Други светлинни източници, които превръщат ефективно електрическата в светлинна енергия, са светодиодите.
- Механично действие на тока – използва се в електромоторите, когато през електромотора протича ток, той превръща електричната енергия в енергия на движението. Енергията на движение е вид механична енергия. Друг вид механична енергия е енергията на звука. Някои устройства, които преобразуват електричната енергия в звук, са високоговорители, алармени системи, електрически звънец и други.
- Магнитно действие на тока – най-общо казано, протичането на електрически ток винаги създава магнитно поле. Силовата структура на магнитното поле се описва чрез затворените силови линии (концентрични окръжности в случай на праволинеен проводник). Магнитното действие е тясно свързано и с механичното.
- Химично действие на тока – електролизата е пример за това действие. Приложението е във всички видове акумулатори.
- Физиологично действие на тока – това е действието върху живи същества, което е твърде сложно и многообразно. Токът засяга белите дробове, сърцето и нервната система. Може да доведе до спиране на сърцето и смърт. Пораженията зависят от големината на тока, от продължителността на действието и от това през коя част на тялото преминава. Големината на тока от порядъка на 10 – 20 mA се счита за опасна за здравето и живота на човек.